# Rohena Gera
Rohena Gera, née en 1973, est une réalisatrice, scénariste et productrice indienne.

## Biographie
Rohena Gera fait ses études aux États-Unis, à l'Université Stanford (Californie) et au Sarah Lawrence College (New-York). 
Elle travaille ensuite comme scénariste pour le cinéma indien, avant de passer à la réalisation en 2013. 
Parallèlement à ses projets professionnels, elle est engagée dans des campagnes à but non‐lucratif pour les causes de la paix et de l’égalité.

## Carrière
En 2003, Rohena Gera fait ses débuts de scénariste pour la première saison de la série indienne Jassi Jaissi Koi Nahin sur Sony Entertainment Television.
En 2013, elle écrit et dirige un premier documentaire What’s Love Got to Do with It ?, qui brosse le portrait amusant d'Indiens urbains privilégiés, qui se réconcilient avec les attentes concernant l'amour, le mariage, le bonheur et la tradition. Le scénario entremêle les histoires de huit candidats improbables qui se retrouvent chacun en file pour un mariage arrangé, jouant ainsi sur les règles qui renforcent souvent le statu quo de classe, de caste et de genre. La réalisatrice porte un regard intime sur la quête humaine de l'amour et du bonheur, capturant les obligations ou les pressions sociales présentes au sein de la famille indienne. Ce documentaire est sélectionné au Festival du film de Mumbai,.
Rohena Gera présente son premier long-métrage, Monsieur (Sir), lors de la Semaine de la Critique du Festival de Cannes 2018. Ratna, qui travaille comme domestique chez Ashwin, le fils d'une riche famille de Bombay, observe la dérive de cet homme perdu dans une vie parfaite en apparence,,. Deux mondes que tout oppose vont alors cohabiter et se découvrir,,. Ce film a été soutenu par la Fondation Gan pour le cinéma, dont le Prix de la diffusion soutient les premières œuvres de jeunes cinéastes. Il a également été présenté au 32è Festival du Film de Cabourg où il a remporté le Prix du Public 2018.

## Filmographie

### Réalisatrice
- 2013 : What's Love Got to Do with It ? (documentaire)
- 2018 : Monsieur (Sir)

### Scénariste
- 2003 : Jassi Jaissi Koi Nahin (saison 1)
- 2003 : Kuch Naa Kaho de Rohan Sippy
- 2008 : Thoda Pyaar Thoda Magic de Kunal Kohli
- 2013 : What's Love Got to Do with It ?
- 2018 : Monsieur (Sir)